# Legenda Muhlenberga

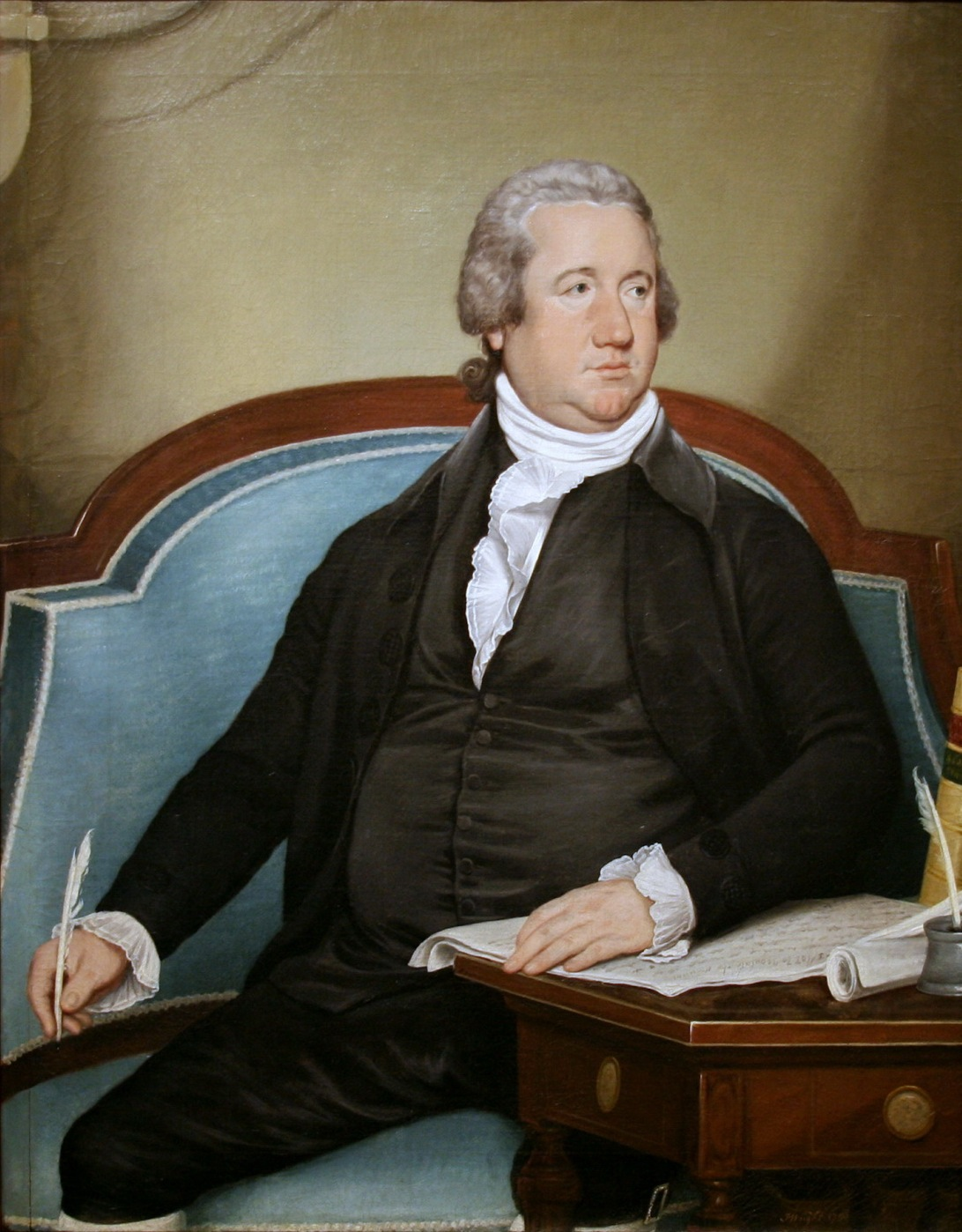
Frederick Muhlenberg

Legenda Muhlenberga dotyczyła pogłosek o tym, że pod koniec XVIII wieku w USA zgłoszono w Kongresie projekt ustawy wprowadzającej język niemiecki jako język urzędowy na całym obszarze USA. Według tej legendy wniosek poddano głosowaniu i przepadł on przewagą tylko jednego głosu sprzeciwu. Wprowadzeniu języka niemieckiego jako urzędowego języka wszystkich Amerykanów miał się rzekomo również sprzeciwić Niemiec Frederick Muhlenberg, żyjący w latach 1750–1801.
Plotka powstała ok. roku 1840 i została rozpowszechniona w niemieckojęzycznej książce Franza Löhera pt. Geschichte und Zustände der Deutschen in Amerika, wydanej w roku 1847. Zwolennicy plotki powielają ją do dziś. Na początku XIX wieku liczba ludności USA pochodzenia niemieckiego była dość znacząca, ale mniejsza niż to wówczas szacowano. Około roku 1830 mniejszość niemiecka stanowiła 9% całej populacji USA, ale w stanie Pensylwania – 33%.
Historycy dziejów USA przypuszczają, że legenda ma swe źródła w innym zdarzeniu, dotyczącym ludności pochodzenia niemieckiego. 9 stycznia 1794 kilku niemieckich imigrantów przebywających w stanie Wirginia złożyło petycję do Izby Reprezentantów USA z żądaniem, aby wszystkie dokumenty dotyczące prawodawstwa publikowane przez tę Izbę w przyszłości tłumaczono na język niemiecki. Miało to ułatwić nowym imigrantom z Niemiec szybsze zapoznawanie się z prawami obowiązującymi w USA.
Wniosek ten został odrzucony podczas głosowania stosunkiem głosów 42 do 41. Frederick Muhlenberg (który w rzeczywistości urodził się na kontynencie amerykańskim), pełniący w tamtym okresie funkcję przewodniczącego Izby Reprezentantów, nie brał udziału w tym głosowaniu. Jakiś czas po tym głosowaniu miał jedynie wygłosić swoją opinię, że „im szybciej Niemcy staną się Amerykanami, tym lepiej“.
Nigdy w USA w XVIII czy XIX wieku, ani w Kongresie Kontynentalnym, ani w późniejszym Kongresie Stanów Zjednoczonych, jak również nigdy później nie odbywało się głosowanie na temat tego, czy język niemiecki ani jakikolwiek inny język ma być językiem urzędowym na obszarze tego państwa. Nie było też nigdy takiego głosowania w poszczególnych stanach USA.
Stany Zjednoczone Ameryki od 2025 mają ustawowo ustalony język urzędowy, którym jest język angielski. Poszczególne stany mogą ustalać sobie języki urzędowe. Tam, gdzie jest duża liczba Latynosów, obok angielskiego jest to język hiszpański.